# موزه ملی تاریخ طبیعی (آمریکا)

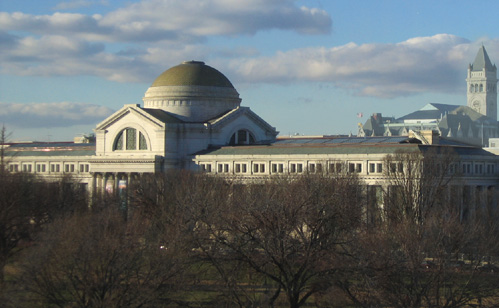

موزه ملی تاریخ طبیعی (به انگلیسی: National Museum of Natural History) یکی از مراکز فرهنگی ایالات متحده آمریکا است که در شهر واشینگتن دی‌سی قرار دارد. این موزه متعلق به مؤسسه اسمیتسونین است.

## نگارخانه

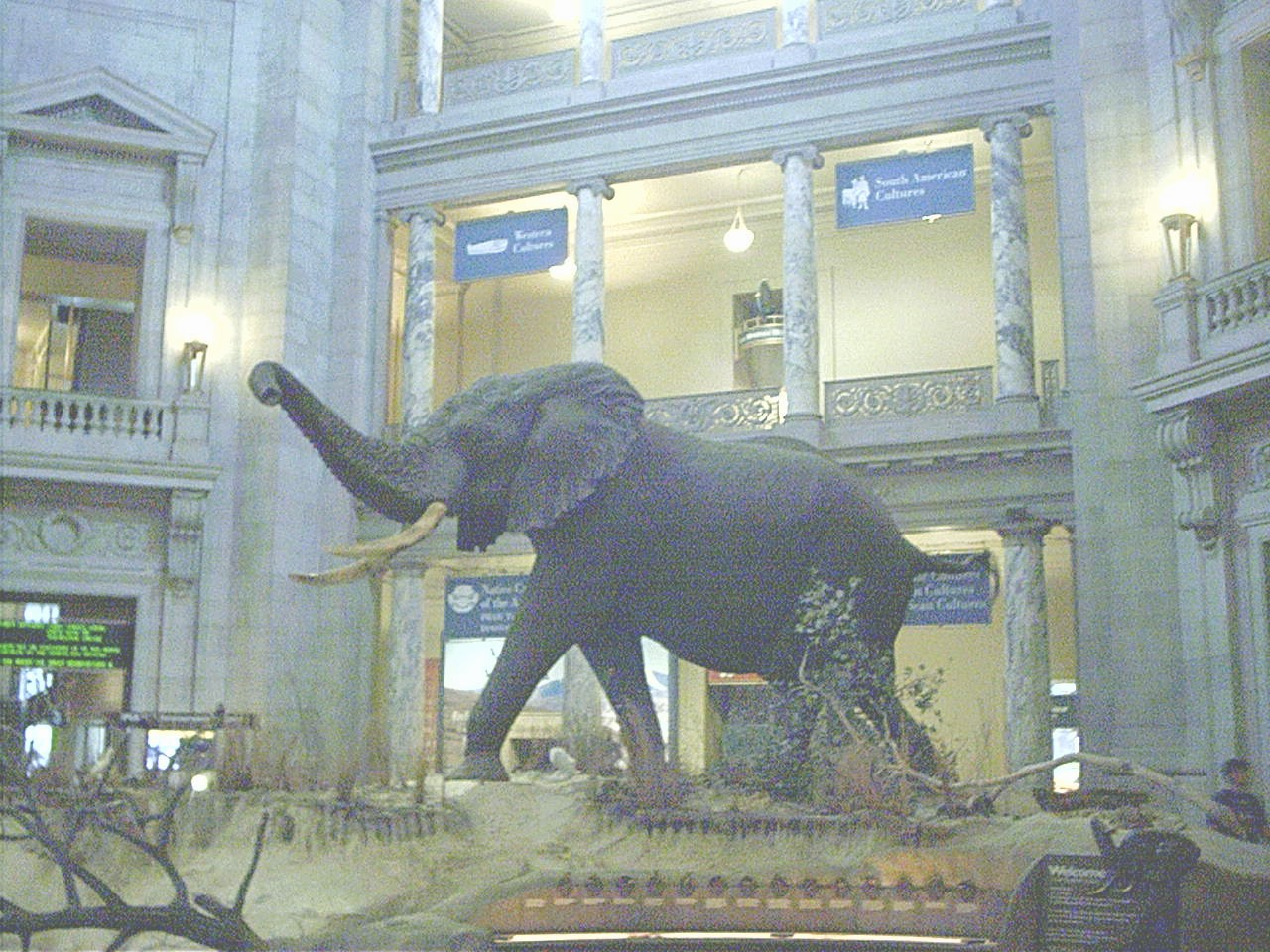
<!Underneath the museum rotunda (October 2006)>
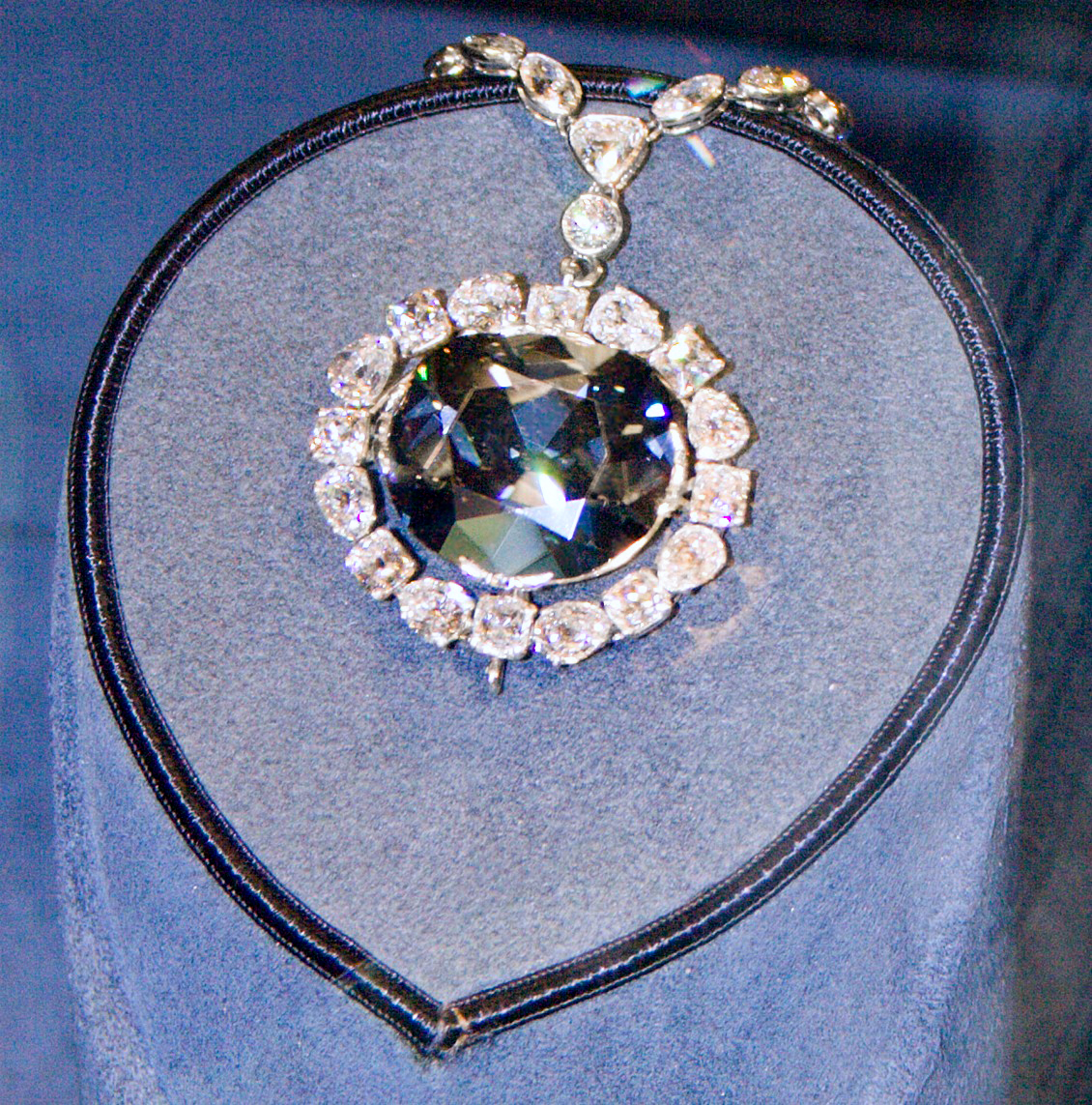
<!Hope Diamond>
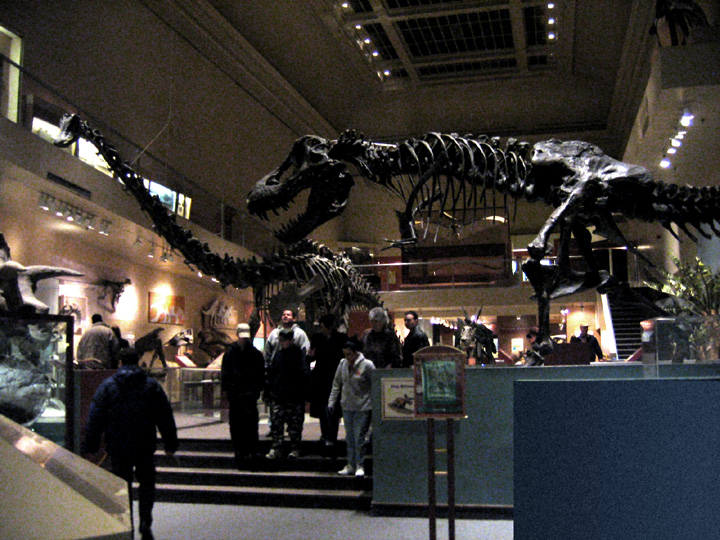
<!Hall of Dinosaurs>
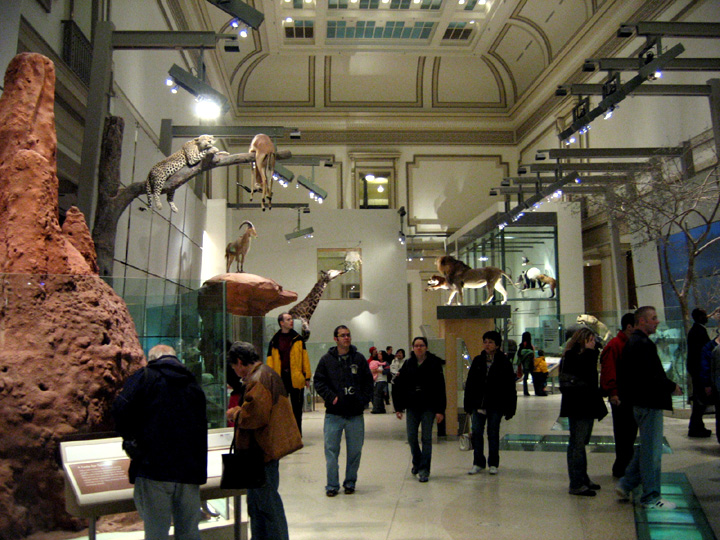
<!Hall of Mammals>
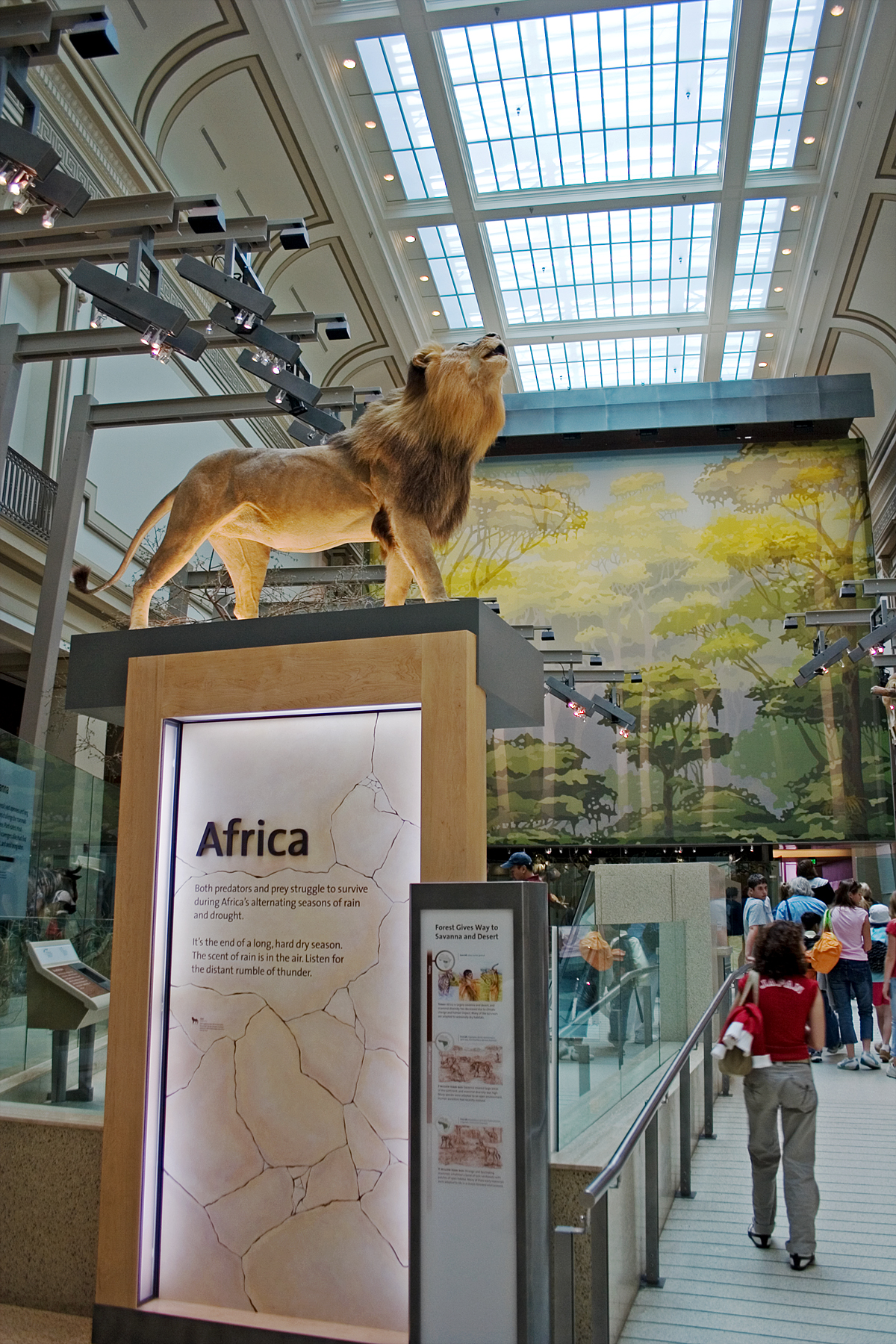
<!Hall of Mammals other wall>